# Elecciones parlamentarias de Israel de 2013
Las elecciones parlamentarias de Israel de 2013 se llevaron a cabo el 22 de enero de 2013 de manera anticipada. La fecha original era el 22 de octubre de 2013, pero a propuesta del Primer Ministro de Israel Benjamín Netanyahu se realizaron nueve meses antes de lo previsto. El Knesset aprobó la disolución el 15 de octubre de 2012 por unanimidad.

## Resultados
El embajador de Israel en Nueva Zelanda, Shemi Tzur, fue el primer israelí en emitir su voto en el marco de la 19ª elección del Knesset, seguido de cerca por otros ocho diplomáticos israelíes en la soleada Wellington. En estas circunstancias se encuentran cerca de 4,290 diplomáticos israelíes estacionados en 96 embajadas y consulados de todo el mundo, ya que para ellos, las elecciones comenzaron la noche del miércoles, hora de Israel, y seguían a lo largo de jueves hasta las 20:00 Tiempo del Pacífico.
|  | 23.3 % |

|  | 14.3 % |

|  | 11.4 % |

|  | 9.1 % |

|  | 8.8 % |

|  | 5.2 % |

|  | 5.0 % |

|  | 4.6 % |

|  | 3.7 % |

|  | 3.0 % |

|  | 2.6 % |

|  | 2.1 % |

|  | 1.8 % |

|  | 1.2 % |

|  | 1.2 % |

|  | 0.8 % |

|  | 0.7 % |

|  | 0.5 % |

|  | 0.2 % |

|  | 0.2 % |

|  | 0.1 % |

|  | 0.1 % |

|  | 0.1 % |

|  | 0.1 % |

|  | 0.1 % |

|  | 0.1 % |

|  | 0.1 % |

|  | 0.0 % |

|  | 0.0 % |

|  | 0.0 % |

|  | 0.0 % |

|  | 0.0 % |

|  | 98.9 % |

|  | 1.1 % |

|  | 100.00 % |

|  | 67.8 % |

1: Likud e Yisrael Beiteinu se presentaron en forma separada en las elecciones anteriores. Para la variante de escaños se toma la suma de los escaños de ambos partidos.